# Collectio Dacheriana

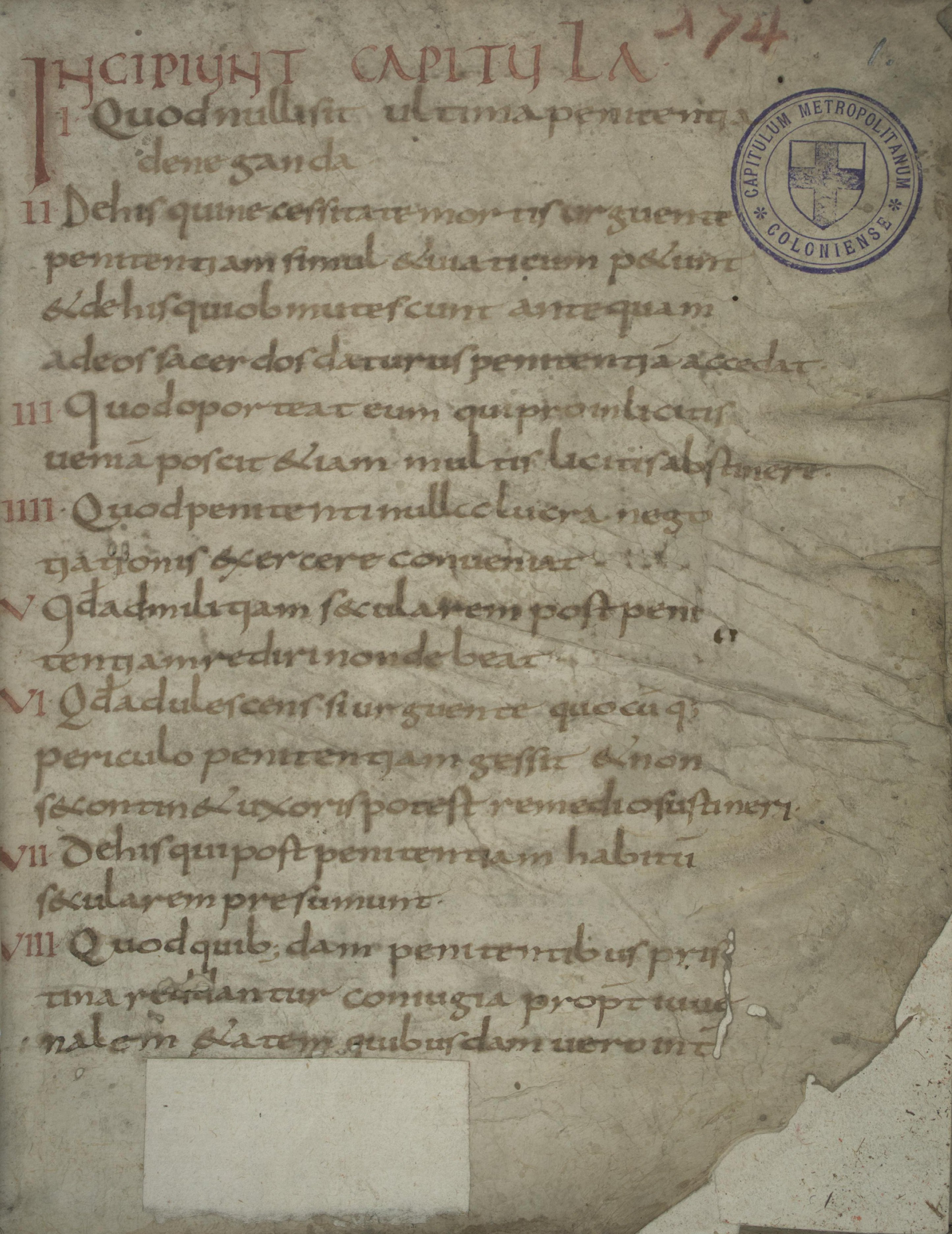
Diese um ca. 805 in Nordostfrankreich entstandene Handschrift ist einer der ältesten Kopien der Dacheriana. Die dargestellte Folie 1r zeigt in einer Inhaltsübersicht die Titel der Kapitel 1 bis 8. Diese Handschrift gehört heute als Codex 122 der Dombibliothek zu Köln und wurde im Rahmen des CEEC-Projekts digitalisiert.

Die Collectio Dacheriana ist eine systematische Kanones-Sammlung, die um 800 in Südfrankreich entstand und nach Luc d’Achery (1609–1685), dem Herausgeber der ersten und bislang einzigen Ausgabe benannt wurde.

## Entstehung und Verbreitung
Der Autor der Dacheriana gehörte wahrscheinlich dem Führungskreis des karolingischen Reformklerus an. Konkret wird Agobard, der spätere Erzbischof von Lyon als möglicher Kompilator genannt. Die Sammlung basiert weitgehend auf der vor 774 im Auftrag von Hadrian I. entstandenen chronologischen Dionysio-Hadriana und der wohl in Toledo entstandenen Hispana systematica. Letztere dürfte zur Entstehungszeit der Dacheriana im fränkische Reich nur in Lyon oder der Umgebung von Lyon bekannt gewesen sein. Wie bereits das Vorwort zur Sammlung darlegt, orientierte sich diese eng an den überlieferten Autoritäten und ordnete sie in einer praktisch handhabbaren Form an. Allerdings ist nicht sichergestellt, ob das Vorwort selbst vom selben Autor stammt, da dieses auch unabhängig von der Sammlung verbreitet worden ist.
Die Dacheriana erreichte eine recht hohe Verbreitung im 9. und 10. Jahrhundert. Insgesamt sind heute 51 Abschriften aus dieser Zeit erhalten, deren Ursprünge sich über das gesamte fränkische Reich verteilen. Die handschriftliche Überlieferung ist sehr instabil und teilt sich in zahlreiche, nur teilweise erforschte Fassungen. Üblich ist eine grobe Einteilung danach, ob keine (= Redaktion A), wenig (= AB) oder umfangreiche (= B) Ergänzungen aus den pseudoisidorischen Fälschungen zu finden sind.

## Editionen

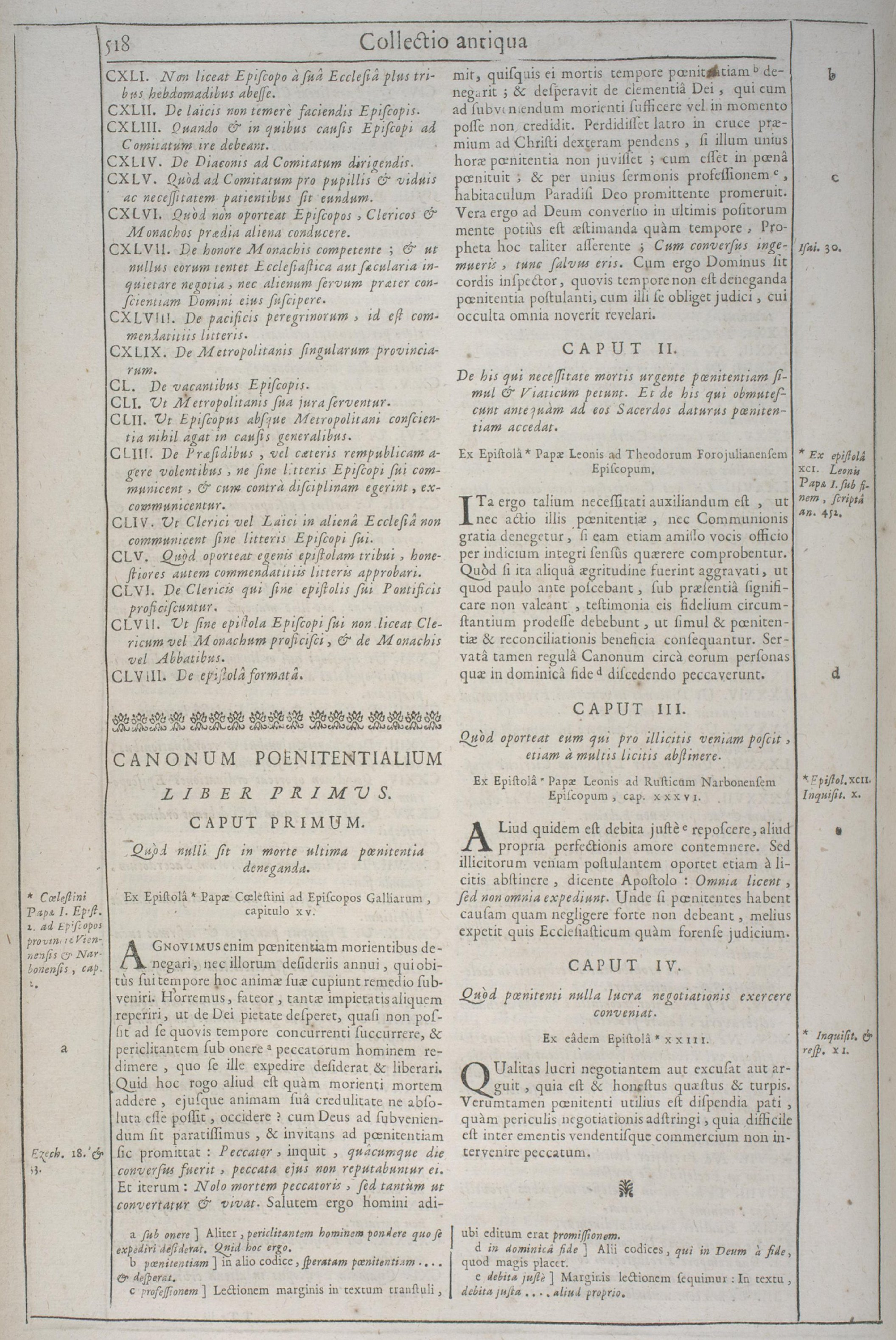
Seite 518 aus der Neuausgabe (von 1723) des Spicilegium von Luc d’Achery mit dem Ende der Inhaltsübersicht und den ersten vier Kapiteln.

Im späteren Mittelalter geriet die Dacheriana in Vergessenheit. Erst durch die Forschungsaktivitäten des Mauriners Luc d’Achery wurde sie wiederentdeckt. Seine Edition beruht auf der Pariser Handschrift (Paris, BnF, lat. 4287) aus dem 10. Jahrhundert, bei der jedoch das Vorwort und einige Teile fehlen. In der Forschung wird oft die postume Ausgabe von 1723 verwendet.
- Luc d’Achery (Hrsg.): Veterum aliquot scriptorum qui in Galliæ bibliothecis, maxime Benedictinorum latuerant, spicilegium. Band 2. apud Carolum Savreux, Paris 1672, S. 1–200.
- Luc d’Achery (Hrsg.): Spicilegium sive collectio veterum aliquot scriptorum qui in Galliae bibliothecis delituerunt, [...] varias lectiones Stephanus Baluze ac Edmundus Martene collegerunt, expurgata, per Ludovicum-Franciscum-Joseph de La Barre. Band 1. Paris 1723, S. 509–564 (archive.org [abgerufen am 23. September 2022]).

1966 gab M. Murjanoff eine Edition der Sankt Petersburger Fragmente heraus, die auf der Handschrift Q.v.II.24 der russischen Nationalbibliothek beruht, die am Ende des 9. Jahrhunderts in Reims entstanden ist.
Eine moderne Edition wurde von Gérard Haenni 1956 erwogen, ist bis heute (2022) aber weder erschienen noch in Arbeit.